# Župnija Podzemelj
Župnija Podzemelj je rimskokatoliška teritorialna župnija dekanije Črnomelj škofije Novo mesto.
Do 7. aprila 2006, ko je bila ustanovljena škofija Novo mesto, je bila župnija del nadškofije Ljubljana.